# Mr. Gângster
Luiz, o Visitante (anteriormente conocido como Mr. Gângster) es el nombre del artístico de Luiz Paulo Pereira da Silva, también conocido como Gangster (Recife, 22 de julio de 1995), es un rapero, productor, compositor brasileño.

## Discografía

### Álbumes
- 2013 - Recomeço[10][11][12][13]
- 2015 - Feito em Marte
- 2016 - O Lado Direito

### EP
- "Braza" (2016)

### Sencillos
- 2011 - Quem Sou? (part. Big Ralf)
- 2012 - Rolé a Noite (part. Máximos)[14]
- 2012 - "Recomeço"
- 2013 - "Martelo dos Deuses"
- 2014 - "Bolsonaro, o Messias"
- 2015 - "Salve, Salve a Pátria Amada!"
- 2016 - "Bolsonaro, o Messias II"
- 2016 - "Se Essa Rua Fosse Minha"